# Pacific PR01
O PR01 é o modelo da Pacific da temporada de 1994 da Fórmula 1. Foi pilotado por Paul Belmondo e Bertrand Gachot.